# Alagón (kommunhuvudort)
Alagón är en kommunhuvudort i Spanien.   Den ligger i provinsen Provincia de Zaragoza och regionen Aragonien, i den nordöstra delen av landet, 260 km nordost om huvudstaden Madrid. Alagón ligger 232 meter över havet och antalet invånare är 6 141.
Terrängen runt Alagón är platt åt sydväst, men åt nordost är den kuperad. Runt Alagón är det ganska tätbefolkat, med 192 invånare per kvadratkilometer. Närmaste större samhälle är Utebo, 12,0 km sydost om Alagón. Trakten runt Alagón består till största delen av jordbruksmark.